# Фельзенштейн, Джозеф
Джозеф Фельзенштейн (англ. Joseph Felsenstein; р. 9 мая 1942, Филадельфия, Пенсильвания) — американский биолог. Профессор факультета биологии и адъюнкт-профессор факультета компьютерных наук Вашингтонского университета, член Национальной академии наук США (1999). Основные научные работы посвящены методам филогенетики, также Фельзенштейн является основным автором и дистрибьютором компьютерной программы для построения филогенетических деревьев PHYLIP, первой получившей широкое распространение подобной программы.

## Биография
Младший брат Джозефа — компьютерный инженер Ли Фельзенштейн. Как пишет журналист Стивен Леви, основываясь на интервью Ли Фельзенштейна, своё имя Джозеф получил в честь Иосифа Сталина, а его родители были сторонниками Коммунистической партии США.
Фельзенштейн получил степень магистра в Университете Висконсина под руководством Джеймса Кроу, а затем степень доктора философии в Чикагском университете под руководством Ричарда Левонтина. Затем был постдоком в Институте генетики животных в Эдинбурге. После чего перешел на работу в Вашингтонский университет.
Кроме работ в области филогенетики, Фельзенштейн также занимался вопросами теоретической популяционной генетики, включая вопросы естественного отбора, миграций, скрещивания, видообразования и коалесценции.
Член Американской академии искусств и наук (1992). Почетный пожизненный член American Society of Naturalists.
Награды и отличия
- Sewall Wright Award[англ.] (1993)
- Weldon Memorial Prize[англ.] (2000)
- Медаль Дарвина—Уоллеса Лондонского Линнеевского общества (2008)[6]
- AIBS[англ.] Distinguished Scientist Award (2009)[2]
- Премия Джона Карти Национальной академии наук США (2009)[7]
- Международная премия по биологии (2013)
- NCSE Friend of Darwin Award (2020)